# Allium calocephalum
Allium calocephalum är en amaryllisväxtart som beskrevs av Per Erland Berg Wendelbo. Allium calocephalum ingår i släktet lökar, och familjen amaryllisväxter. Inga underarter finns listade i Catalogue of Life.